# Eric Hultén
Oskar Eric Gunnar Hultén, född 18 mars 1894 i Halla socken i Södermanland, död 1 februari 1981, var en svensk botaniker och växtgeograf.

## Biografi
Eric Hultén företog resor till Kamtjatka (1920–23), Kolahalvön (1927), samt Mexiko och Aleuterna (1931–32), och utgav förutom ett antal avhandlingar i floristik och växtgeografi en omfattande monografi över Kamtjatkas flora (4 band, 1927–30).
Eric Hultén blev Svenska naturskyddsföreningens sekreterare 1929 och tog licentiatexamen vid Stockholms universitet 1931, varefter han tjänstgjorde som konservator vid Botaniska museet i Lund från 1932. Han disputerade i Lund 1937. Från 1945 var Hultén professor och chef för den botaniska avdelningen vid Naturhistoriska riksmuseet till sin pensionering 1961. 1953 invaldes han som ledamot nummer 977 av Kungliga Vetenskapsakademien. Hultén tilldelades Björkénska priset 1956. Han fortsatte sin forskning som emeritus.
Eric Hultén författade flera botaniska monografier från Norden och från sina resor i Sibirien och Aleuterna. Han gav 1973 även ut memoarerna Men roligt har det varit. Välkänd är också hans Atlas över kärlväxternas utbredning i Norden (1950).
Han intresserade sig främst för bladmossor, (bryophyta), ormbunksväxter (pteridophyta) och fröväxter (spermatophyta).
Eric Hultén var gift med Elsie, född Vougt, och far till Pontus Hultén.

## Eponymer
- Apiaceae Angelica hultenii (Fernald) M.Hiroe
- Apiaceae Haloscias hultenii (Fernald) Holub
- Apiaceae Ligusticum hultenii Fernald
- Asteraceae Arctanthemum hultenii (Á.Löve & D.Löve) Tsveljov
- Asteraceae Artemisia hulteniana Vorosjilov
- Asteraceae Artemisia hultenii Maximova
- Asteraceae Dendranthema hultenii (Á. Löve & D. Löve) Tsveljov
- Asteraceae Erigeron hultenii Spongberg
- Asteraceae Leucanthemum hultenii Á. Löve & D. Löve
- Asteraceae Saussurea hultenii Lipsch.
- Asteraceae Taraxacum hultenii Dahlst.
- Caryophyllaceae Stellaria hultenii B.Boivin
- Crassulaceae Sedum hultenii Fröd.
- Cyperaceae Carex hultenii Asplund
- Leguminosae Lathyrus hultenii J.Rousseau & Raymond
- Melanthiaceae Melanthium hultgreenii Thunb.
- Papaveraceae Papaver hultenii Knaben
- Poaceae Glyceria hulteniana Á.Löve
- Poaceae Puccinellia hultenii Swallen
- Polemoniaceae Polemonium hultenii H.Hara
- Polygonaceae  Aconogonon hultenianum (Jurtzev) Tzveljov
- Polygonaceae Rumex hultenii Tzveljov
- Ranunculaceae Ranunculus hultenii (Vorosch.) Luferov
- Ranunculaceae Thalictrum hultenii B.Boivin
- Rosaceae Alchemilla hultenii Rothm.
- Rosaceae Lachemilla hultenii (Rothm.) Rothm.
- Salicaceae Salix hultenii Flod.
- Scrophulariaceae Lagotis hultenii Polunin
- Scrophulariaceae Pedicularis hulteniana H.L.Li
- Violaceae Viola hultenii W.Becker

Auktorsnamnet Hultén kan användas för Eric Hultén i samband med ett vetenskapligt namn inom botaniken; se Wikipediaartiklar som länkar till auktorsnamnet.